# Grochowa (Ząbkowice Śląskie)
Pour les articles homonymes, voir Grochowa.
Grochowa est une localité polonaise de la gmina de Bardo, située dans le powiat de Ząbkowice Śląskie en voïvodie de Basse-Silésie.